# Joanne McIver
Joanne McIver est une musicienne et chanteuse britannique, originaire de l'île d'Arran, au sud-ouest de l'Écosse. Sur scène, elle joue de la grande cornemuse écossaise, de la petite cornemuse écossaise, de la flûte traversière, des flûtes irlandaises et elle chante en gaélique écossais.

## Biographie
Initiée à la chanson gaélique par son grand-père maternel, Joanne McIver apprend la cornemuse dès l'âge de 6 ans. Elle en joue pendant 12 ans avec le groupe de cornemuses de l'île d'Arran. Par ailleurs, elle apprend la flûte traversière et entame en 1989 des études de musicologie à l'université de Glasgow, où elle se spécialise en composition. Après avoir rencontré le harpiste français Christophe Saunière, elle s'installe à Paris où elle décide d'écrire un recueil de mélodies pour cornemuse, qui deviendra finalement un disque intitulé Leaving Arran. De nombreux concerts suivent la sortie de l'album dans plusieurs pays, avec notamment une tournée en Écosse.
Elle sort ensuite plusieurs CD sous son nom  : The Dwarfie Stone en 2004, inspiré d'une légende des îles Orcades (le conte de Orkney), Glenfinnan to Glasgow en 2006, voyage itinérant de l'Ouest écossais et The Three Sisters en 2008, sur un conte écrit spécialement par Joanne pour l'album et s'inspirant des menhirs de Machrie (trois pierres dressées de l'île d'Arran). Toutes les musiques sont des compositions de Joanne, qu'elle interprète exclusivement avec Christophe Saunière à la harpe. En 2011, elle réalise l'album The Cannie Hour, avec ses compositions toujours arrangées par Christophe et la participation d'un accordéoniste et d'un quatuor à cordes composé de musiciens de renommée internationale. Son dernier album, The Jazz Album, sorti à l'automne 2013, fusionne la musique écossaise et le jazz avec la présence d'invités tels que Jules Bikôkô à la contrebasse, Christophe Bras à la batterie, les frères Jacob et Josselin Fournel. Une nouvelle chanson Song of Destiny a été dévoilée en 2014 ; elle ne figure toutefois pas parmi les 12 titres du nouvel album CANTY, paru en mai 2019. Plus intimiste que le précédent, ce nouvel opus met largement à l'honneur de belles pages de l'histoire de l'Écosse et se clôt sur Coire-Fhionn Lochan, ode aux sonorités symphoniques à un petit lac de l'île d'Arran.
En parallèle, elle enseigne la technique de ses instruments et elle est la « sonneuse » officielle de l'Ambassade de Grande-Bretagne à Paris pour la France. En 2012, elle joue avec Alan Stivell à l'Olympia et sur quelques dates de la tournée. De plus, elle est présente sur plusieurs BO de musique de film, notamment Vatel, pour laquelle elle fut dirigée par Ennio Morricone.
Joanne McIver a été invitée par l’orchestre de Paris à la salle Pleyel, en soliste au Théâtre des Champs-Elysées et à la Philharmonie de Paris ou au grand théâtre de Lorient pour le festival interceltique…
Joanne a également fait l’objet d’un documentaire pour France3 en 2017 intitulé Écosse, terres de légendes

## Discographie

### Albums avec Christophe Saunière
- 2001 : Leaving Arran (CD 13 titres)
- 2004 : The Dwarfie Stone (CD 15 titres)
- 2006 : Glenfinnan to Glasgow (CD 13 titres)
- 2008 : The Three Sisters (CD 15 titres), récompensé par un « Bravos » de Trad’Magazine
- 2011 : The Cannie Hour (13 titres), récompensé par un « Bravos » de Trad’Magazine

- 2013 : Train 221, The Jazz Album (13 titres)
- 2019 : CANTY (12 titres)

### Compilations
- 2004 : Écosse : musiques des îles (Buda records, Universal), albums Leaving Arran et The Dwarfie Stone.
- 2017 : Musiques d'Écosse : Les Essentiels (Buda records, Universal), double CD.

### Participations
- 2004 : L'Utopie Toujours de Dominique Grange (Edito Musiques)
- 2012 : OLD CELTIC & NORDIC BALLADS de Jean-Luc Lenoir (Mandalia Music)
- 2013 : 40th Anniversary Olympia 2012 d'Alan Stivell (Mercury)
- 2015 : BERCEUSES CELTIQUES de Jean-Luc Lenoir (Mandalia Music)
- 2018 : Cannonball de Der Kaiser (Brennus Music)
- 2018 : Human~Kelt d'Alan Stivell (Pias)
- 2019 : The Twa Sisters - De Två Systrarna de Boann